# Achim Beierlorzer
Achim Beierlorzer (Erlangen, 20 november 1967) is een Duits voormalig voetballer en is tegenwoordig trainer. Sinds november 2019 is hij de hoofdcoach van FSV Mainz.

## Spelerscarrière
Beierlorzer speelde in de jeugd van 1. FC Nürnberg, maar kwam niet bij het eerste elftal. Later speelde hij wel in de hoofdmacht van verschillende teams, hetzij het op lagere niveaus. 

## Trainerscarrière
Na een aantal jaren als trainer van clubs op een laag niveau, werd hij jeugdtrainer van SpVgg Greuther Fürth en RB Leipzig. Bij die laatste club werd hij aangesteld als interim-hoofdtrainer voor het restant van het seizoen 2014/15 in de 2. Bundesliga. Nadien bleef hij assistent-trainer. In de zomer van 2017 ging hij aan de slag als trainer van Jahn Regensburg. Daar presteerde hij goed en dat bleef niet onopgemerkt. In het seizoen 2019/20 werd Beierlorzer trainer van 1. FC Köln, wat zijn eerste klus als hoofdtrainer op het hoogste niveau betekende. Dit verliep echter minder succesvol en werd al in november van dat jaar ontslagen. Nog diezelfde maand werd hij aangesteld als hoofdtrainer van FSV Mainz.
1 Rieß ·
2 Mwene ·
3 Jenz ·
4 Barkok ·
5 Leitsch ·
6 Sano ·
7 Lee ·
8 Nebel ·
9 Onisiwo ·
11 Sieb ·
14 Hong ·
16 Bell ·
17 Vidović ·
18 Amiri ·
19 Caci ·
21 Da Costa ·
22 Veratschnig ·
25 Hanche-Olsen ·
27 Zentner ·
29 Burkardt ·
30 Widmer  ·
31 Kohr ·
33 Batz ·
41 Shabani ·
44 Weiper ·
47 Dal ·
Coach: Henriksen
· Assistent-coach: Silberbauer